# Aysak
Āysak, (farsi, آیسک) è una città dello shahrestān di Sarayan, circoscrizione Centrale, nella provincia del Khorasan meridionale. Aveva, nel 2006, una popolazione di 5.023 abitanti.